# Verzorgingsplaats De Poel
Verzorgingsplaats De Poel is een Nederlandse verzorgingsplaats, gelegen aan de A30 Ede - Barneveld tussen de afritten Ede-Noord en Lunteren.
Bij de verzorgingsplaats ligt een tankstation van BP.
Aan de andere kant van de snelweg ligt verzorgingsplaats De Veenen.
Richting Barneveld: De Poel
Richting Ede: De Veenen